# Guerra Moscovita-Ucraniana (1658–1659)
A Guerra Moscovita-Ucraniana foi um conflito armado que durou de 21 de setembro de 1658 a 17 de outubro de 1659, entre o Hetmanato, liderado pelo Hetman Ivan Vyhovsky, e o Estado de Moscovo. Começou com a intervenção do Estado de Moscovo nas lutas internas na Ucrânia.
Durante a guerra, Vyhovsky deixou o protetorado de Moscovo, passando sob o Tratado de Hadiach como o terceiro membro paritário (Grão-Ducado da Rússia) da união da Polónia e Lituânia. Na batalha de Konotop em 1659, os cossacos ucranianos e seus aliados, os tártaros da Crimeia, derrotaram os principais elementos do exército de Moscovo, mas não puderam aproveitar essa vitória.
A aliança impopular de Vyhovsky com os polacos privou-o do apoio da maioria dos cossacos, especialmente do Sich de Zaporiyia e dos distritos da margem esquerda. Como resultado, ele abdicou em favor do novo Hetman Yuri Khmelnytsky, que rescindiu o acordo de Hadiach e fez as pazes com Moscovo. A guerra terminou com a conclusão dos Artigos Pereyaslav, que estabeleceram um protetorado de Moscovo sobre a Ucrânia cossaca.

## Política do Império Moscovita
Ainda durante a vida de Hetman Bohdan Khmelnytsky, Moscovo começou a violar os termos dos Artigos de Março (ver Trégua de Vilna). O czar de Moscovo e o seu governo viam o tratado de 1654 como a anexação da Ucrânia e o estabelecimento do controle sobre seu território. Já Bohdan Khmelnytsky e a maioria dos oficiais cossacos viam o acordo como uma união político-militar entre iguais. A liderança ucraniana e o hetman pessoalmente opuseram-se consistentemente à restrição das relações internacionais do governo do hetman e à cobrança de impostos para o tesouro real. O governo de Moscovo estava insatisfeito com o fato de ter sido impedido de estabelecer um controle real sobre o território do Hetmanato. A morte de Bohdan Khmelnytsky (27 de julho de 1657) foi percebida em Moscovo como um sinal para tomar medidas decisivas para consolidar sua posição na Ucrânia e transformar as terras ucranianas como parte do Estado de Moscovo.
Em 11 de agosto de 1657, o czar de Moscovo enviou seu embaixador à Ucrânia, Vasyl Kikin, que anunciou que o boiardo czarista, o príncipe Aleksey Trubetskoy, iria chegar à Ucrânia para organizar a eleição de um novo hetman. Os cossacos também foram informados de que os senhores da guerra czaristas assumiriam funções administrativas, de arbitragem e judiciais e que iniciariam os trabalhos preparatórios para a introdução do governo de Moscovo na Ucrânia. Ao mesmo tempo, houve um ataque à independência da Igreja Ortodoxa Ucraniana. O clero ucraniano fez campanha pela subordinação da metrópole de Kiev à autoridade do patriarca de Moscovo e exigiu que a eleição de uma nova metrópole de Kiev não ocorresse sem a participação de representantes de Moscou. Embora o tratado de 1654 não contivesse cláusulas sobre a subordinação da Igreja Ortodoxa Ucraniana a Moscovo, o metropolita de Kiev, Sylvester Kosiv, e a maioria do clero ortodoxo recusaram-se a jurar fidelidade ao czar.
No entanto, os oficiais cossacos e os cossacos comuns realizaram eleições do hetman na Rada, de acordo com os antigos costumes cossacos, e não organizados pelo governo de Moscou e sem a participação do enviado czarista especial Trubetsky. Em 26 de agosto, Ivan Vyhovsky foi eleito Hetman do Exército de Zaporiyia. Depois disso, Hetman Vyhovsky recebeu ordens para preparar suprimentos para as tropas do príncipe Grigory Romodanovsky, que Moscovo, contra a vontade de Chyhyryn, enviou para a Ucrânia. O tratado de 1654 também não dava a Moscovo esse direito. Todas as reivindicações do governo czarista para reconsiderar as relações foram rejeitadas pelo Conselho Militar Cossaco em Korsun.
Em 24 de outubro de 1656, o czar de Moscovo (sem avisar a Ucrânia e em desacordo com o previsto no Tratado de Pereyaslav), concluiu uma trégua com a Comunidade Polaco-Lituana, segundo a qual a Ucrânia se tornou um protetorado da Comunidade. Ao mesmo tempo, um oficial cossaco foi persuadido a virar-se contra o Hetman Vyhovsky, e os embaixadores de Moscovo levaram oferendas e promessas generosas ao Sich de Zaporiyia.

## A sublevação de Pushkar e Barabash
No final de dezembro de 1657, o coronel Poltava Martyn Pushkar e seu regimento, com o apoio de Moscovo, opuseram-se ao Hetman. O senhor da guerra de Belgorod, o príncipe Semyon Lvov, e o senhor da guerra de Kolontaiv, David Protasov, foram mantidos em prisões de cossacos leais ao hetman. Em fevereiro de 1658, o embaixador do czar Bogdan Khitrovo, apoiando os rebeldes anti-Hetman (cujos líderes tinham recebido presentes reais), começou a exigir de Hetman Vyhovsky o consentimento para a introdução de guarnições de Moscou em Chernihiv, Nizhyn, Pereyaslav e outras cidades e para assegurar a sua subsistência em detrimento da população local.
Em 3 e 4 de abril de 1658,  foram emitidos decretos czaristas nomeando senhores da guerra para Bila Tserkva, Korsun, Nizhyn, Poltava, Chernihiv e Myrhorod, e em 6 de abril foi emitido um decreto nomeando o boiardo Vasyl Sheremetyev chefe da nova administração moscovita na Ucrânia. As instruções diziam-lhe para garantir a transferência do aparato administrativo das cidades para as mãos da burguesia, que favorecia o governo autocrático czarista. O apoio das autoridades das cidades contra a administração cossaca foi outro meio de abalar as bases do poder do estado cossaco.
Na batalha de Poltava, as tropas do Hetman Vyhovsky derrotaram os rebeldes e Martyn Pushkar foi morto. Percebendo que não seria possível resolver a guerra civil na Ucrânia apenas com embaixadores e persuasões, Moscovo avançou com tropas para o Hetmanato. Em meados de junho de 1658, sob o pretexto de "domar" os tiranos, as tropas do príncipe Vasyl Sheremetyev (em Kiev) e do príncipe Grigory Romodanovsky chegaram com 15.000 soldados.
A revolta de Pushkar e Barabash, que eclodiu em 1657-1658, foi tacitamente apoiada pelas autoridades de Moscou e pelos senhores da guerra de Moscou que estavam na Ucrânia. Depois que o czar recusou Vyhovsky a ajudar contra os rebeldes, o hetman começou a procurar outras opções. O Canato da Crimeia está em aliança com a Comunidade Polaco-Lituana desde 1654. Portanto, decidiu-se retornar às negociações com a Comunidade Polaco-Lituana. O resultado das negociações foi a conclusão do Tratado de Hadiach. A nova união da Ucrânia e da Comunidade Polaco-Lituana foi baseada no princípio do sistema federal da Comunidade Polaco-Lituana implementado no Lublin Sejm em 1569. Sob as condições da Ucrânia como um estado independente, sob o nome de Grão-Ducado da Rússia estava em igualdade de condições com a Polônia e a Lituânia na federação. O acordo foi recebido muito negativamente em Moscou, o que acelerou o início dos eventos militares.
Em agosto de 1658, novamente ignorando o Tratado de Pereyaslav, e sob a proteção das tropas de Moscou, o príncipe Romodanovsky proclamou Ivan Bezpaly como hetman interino. As tropas de Moscovo e seus aliados se comportaram na Ucrânia da Margem Esquerda como se estivessem num país ocupado. No estado do príncipe Romodanovsky estava outro líder da oposição anti-Hetman derrotada, Jacob Barabash, e seus homens, que, com a conivência do senhor da guerra, começaram a devastar as cidades da margem esquerda, saquear e matar; Os reféns de Moscovo foram enviados para as cidades da Margem Esquerda sem o consentimento do governo ucraniano.
Em Pryluky, o coronel Petro Doroshenko foi ilegalmente removido e vários centuriões leais ao governo de Hetman foram executados.

## O Início
Em resposta às ações militares do senhor da guerra de Moscovo, o governo de Hetman decidiu responder com uma ação militar no território moscovita. Em agosto-setembro de 1658, as tropas do hetman avançaram para a fronteira ucraniana-moscovita. Em paralelo, o coronel Ivan Nechai lançou operações militares contra os moscovitas na Bielorrússia.
A guerra russo-ucraniana foi oficialmente declarada em setembro de 1658. Então o governo ucraniano concluiu o Tratado de Hadiach com a Comunidade Polaco-Lituana, que registrou a renúncia do estado do hetman da cidadania czarista e emitiu um manifesto aos "Governantes da Europa" explicando a causa da guerra com a Moscóvia. O Tratado de Hadiach proclamou a criação do Grão-Ducado da Rússia. Polónia, Lituânia e Rússia-Ucrânia eram as três partes da Comunidade (Commonwealth of Three Nations). O poder mais alto na Ucrânia pertencia ao hetman e ao Grande Conselho. A Ucrânia tinha que ter seu próprio tribunal, onde todos os casos eram conduzidos em ucraniano, seu próprio estado, para onde todos os impostos iam, para seu próprio senhor da guerra, o exército cossaco. Pelo seu lado, o czar emitiu uma carta datada de 21 de setembro de 1658, pedindo a remoção do chefe do estado ucraniano, que desagradava a Moscovo, e anunciou o início das hostilidades contra as tropas do hetman. Um grande exército czarista entrou na Ucrânia - de acordo com várias fontes, de 70 a 100 mil homens.

## Fases

### A primeira fase
A primeira fase da guerra ocorreu do final de setembro a meados de dezembro de 1658. As tropas do coronel Nechay conseguiram expulsar as guarnições de Moscovo das cidades da Bielorrússia. Em 20 de outubro, um exército moscovita de 15.000 homens, liderado pelo príncipe Romodanovsky, entrou na Ucrânia pela terceira vez com a tarefa de estabelecer o controle militar da Moscóvia sobre as regiões sul e central da Margem Esquerda. Hetman Vyhovsky dividiu o seu exército em duas partes. Os coronéis Hryhoriy Hulyanytskyi, Petro Doroshenko e Onykyi Sylych começam as hostilidades contra o exército de Romodanovsky na área de Pyriatyn, enquanto que o hetman viaja para Kiev para expulsar a guarnição de Moscovo. No entanto, a derrota das tropas do hetman em 30 de outubro perto de Kiev e o cerco de Romodanovsky pelas tropas cossacas lideradas por Gulyanytsky em Varva, por um lado, e a falta de recursos e apoio entre a população local, forçou as partes a concluir uma trégua .
Em novembro, as tropas de Moscovo conseguiram capturar a cidade de Chornukha, localizada na estrada de Pyriatyn a Lokhvytsia. Sob os termos do armistício, o príncipe Romodanovsky levantou o cerco de Varva e recuou para Lokhvytsia. No inverno de 1658, ambos os lados estavam se preparando ativamente para a continuação da guerra.

### A segunda fase
A segunda fase da guerra durou de meados de dezembro de 1658 até a segunda quinzena de março de 1659. Em dezembro de 1658, reagrupando suas tropas, o governo de Hetman tomou a iniciativa: as principais forças de ocupação de Moscou foram bloqueadas em Lokhvytsia. Tendo recebido reforços da Comunidade Polaco-Lituana e do Canato da Crimeia, Vyhovsky foi para a Margem Esquerda para recuperar parte do controle perdido sobre as partes dos regimentos de Poltava, Myrhorod e Lubny que já tinham guarnições de Moscou. Todo o inverno e a primeira quinzena de março de 1659 foram passados em constantes confrontos entre as tropas do hetman e de Moscou nas áreas fronteiriças e confrontos periódicos perto de Kiev. Durante a campanha, o governo do hetman conseguiu recuperar o controle sobre a maioria dos territórios desses regimentos. Mas Vyhovsky não conseguiu uma vitória final, pois cerca de 10 cidades ucranianas permaneceram sob o controle do czar.

### A terceira fase
A terceira fase da guerra (final de março - início de agosto de 1659) começou com uma campanha na Ucrânia pelo exército de Moscovita liderado pelo príncipe Trubetsky no final de março. Em 18 de abril de 1659, o exército de Moscovo aproximou-se de Konotop - uma cidade estrategicamente importante na fronteira ucraniana perto de Putivl. Em Konotop estavam as mais capazes forças militares do Hetman na margem esquerda - três regimentos cossacos (Nizhyn, Chernihiv e Kalnytsky) liderados pelo hetman do norte, Hryhoriy Hulyanytsky. Em 21 de abril, a cidade estava sob cerco completo. Cercados em Konotop, os cossacos se recusaram a entregar a cidade aos moscovitas. O número de tropas de Moscovo perto de Konotop era de cerca de 70 mil. Ao mesmo tempo, para expandir o território controlado pelos moscovitas, Trubetsky, em maio de 1659, enviou regularmente ataques contra as tropas do hetman: duas vezes perto de Borzna, Khorol, Gov Nizhyn.

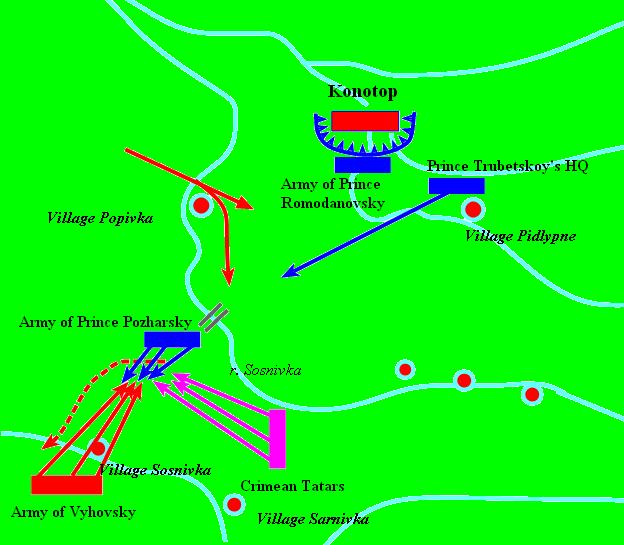
Esquema da Batalha de Konotop

Em junho de 1659, batalhas ferozes entre as tropas do hetman e de Moscovo ocorreram na área de Glukhov. Aí, Hryhoriy Dolgoruky e Mykhailo Dmytriyev mantiveram a cidade sob cerco por mais de duas semanas, mas sem sucesso. E perto de Govtva, as tropas de Moscovo foram derrotadas pelo exército cossaco-tártaro. As principais forças das tropas do czar sofreram uma derrota esmagadora na batalha de Konotop. Em 24 de junho em Krupichpol (16 km a norte de Ichnia) as tropas Hetman e Tatar reuniram-se. O hetman foi então acompanhado por 16.000 cossacos com 10 coronéis e 3.000 polacos, sérvios e valáquios com A. Potocki, S. Yablonovsky e Y. Nemyrych. E ainda com o khan Muhammad Giray, cerca de 30 a 40 mil tártaros. Em 28 de junho, tropas moscovitas e os cossacos-tártaros se encontraram no cruzamento de Sosnivka. Devido à derrota das tropas de Moscovo, o príncipe Trubetsky foi ordenado a abandonar e a levantar o cerco a Konotop. A 29 de junho, o Hetman Vyhovsky aproximou-se de Konotop com as forças principais e sitiou o campo moscovita. Querendo salvar as tropas restantes e escapar do cerco, em 2 de julho o príncipe Trubetskoy começou a recuar para Putivl. E, em 4 de julho, as tropas moscovitas sairam do território do Hetmanato.

## Resultados
A notícia da derrota do exército czarista perto de Konotop e a possibilidade de uma nova ofensiva e a ameaça de um ataque tártaro às cidades moscovitas, segundo registros no jornal do diplomata sueco Mueller, causaram pânico em Moscovo. O historiador russo Sergei Solovyov escreveu: 
```
"A elite da cavalaria de Moscou, que brilhou nas felizes campanhas de 1654 e 1655, morreu em um só dia, e nunca depois disso o czar de Moscovo conseguiu colocar um exército tão brilhante para em campo. O czar Alexei Mikhailovich saiu em roupas de luto para as ruas e o terror tomou conta de Moscovo… ».
```

Como resultado dos ataques tártaros nos condados do sul do estado de Moscovo no final de julho - início de agosto, mais de 25.000 pessoas foram feitas prisioneiras. As tropas moscovitas foram derrotadas e expulsas do território ucraniano - o governo de Hetman ofereceu ao czar tréguas e troca de prisioneiros. A derrota nesta guerra obrigou Moscovo a colocar em segundo plano a questão do controle direto sobre o território da Ucrânia. Ordens ao príncipe Trubetsky para enviar parte dos regimentos a Belgorod, e ele mesmo para se retirar da fronteira com as principais forças. Tudo isto no contexto de consultas lançadas na segunda quinzena de julho de modo a "conter derramamento de sangue" e de iniciar  negociações com o governo do Hetman I. Vyhovsky de modo a reconhecer a existência do estado cossaco. No entanto, os ucranianos não puderam usar essa vitória para fortalecer seu próprio estado: devido a conflitos internos e ao trabalho ativo dos embaixadores e senhores da guerra de Moscovo, Ivan Vyhovsky foi forçado a renunciar à Bulawa, e a criação do Grão-Ducado da Rússia permaneceu apenas no papel. Os eventos dos dois meses seguintes (meados de agosto a outubro de 1659) após o fim da guerra foram desfavoráveis para a Ucrânia. A reorientação política da maioria dos oficiais na direção de Moscovo, devido à sua insatisfação com a versão do Tratado de Hadiach ratificado pelo Sejm da Commonwealth, cancelou as conquistas militares do ucraniano Exército.
Em setembro de 1659, os coronéis Zolotarenko, Somko e Tsitsyura rebelaram-se contra a I. Vyhovsky. Isso forçou I. Vyhovsky a renunciar ao poder em favor de Yuri Khmelnytsky. A ruína ucraniana havia começado. A vitória militar na guerra terminou em capitulação política posterior. Os resultados políticos finais da guerra, que contradiziam os resultados militares, foram consagrados nos novos "Artigos de Pereyaslav". Em 17 de outubro de 1659, a Moscóvia atingiu a maioria de seus objetivos no início da guerra: ao enviar tropas para as principais cidades da Ucrânia, estabeleceu um verdadeiro controle militar e político sobre a Margem Esquerda, obtendo acesso direto a seus recursos materiais, financeiros e recursos humanos; foi capaz de influenciar diretamente a nomeação do hetman e outros oficiais, reduzindo significativamente os poderes do hetman e do conselho cossaco em pessoal e outros assuntos; chegou a um acordo formal com os oficiais cossacos para estes renunciarem a prosseguir uma política independente, e muito menos uma política posta à de Moscovo; e expulsou a administração cossaca da Bielorrússia.